# Creemos
Creemos (in italiano 'Crediamo') è un partito populista di destra boliviano.

## Composizione
Della coalizione fanno parte i seguenti partiti politici :
| Partito                                     | Ideologia principale |
| ------------------------------------------- | -------------------- |
| Partito Democratico Cristiano della Bolivia | Teoconservatorismo   |
| Unione Civica Solidarietà (in passato)      | Conservatorismo      |

## Risultati elettorali
| Anno | Candidato                           | Voti (1º turno) | Voti (2º turno) | % (1º turno) | % (2º turno) |
| ---- | ----------------------------------- | --------------- | --------------- | ------------ | ------------ |
| 2020 | Luis Fernando Camacho ❌️ Non eletto | 862 184         |                 | 14%          |              |